# David Hayes (sculpteur)
Pour les articles homonymes, voir Hayes.
David Vincent Hayes (né le 15 mars 1931 à Hartford et mort le 9 avril 2013 à Coventry) est un sculpteur américain.